# Cabanelas (Vila Verde)
Cabanelas es una freguesia portuguesa del concelho de Vila Verde, con 6,21 km² de superficie y 2015 habitantes (2001). Su densidad de población es de 324,5 hab/km².